# Atilla Yakut
Atilla Yakut (* 24. März 1945 in Ankara) ist ein in Kassel wirkender Fachautor.
Attilla Yakut studierte Anglistik, Latinistik, Linguistik und Pädagogik und wurde 1977 an der Universität Konstanz promoviert.
Seit Anfang der 1980er Jahre veröffentlichte Yakut zahlreiche deutschsprachige Fachbücher und Fachbeiträge zumeist zu interkulturellen Themen wie Zweisprachigkeit oder Migranten an deutschen Schulen. Zuletzt erschien eine Publikation über Deutsche und türkische Homos (2010).

## Veröffentlichungen (Auswahl)
- Sprache der Familie. Eine Untersuchung des. Zweitsprachenerwerbs der türkischen Gastarbeiterfamilien in der Bundesrepublik Deutschland. Narr, Tübingen 1981, ISBN 3-87808-310-6 (Dissertation).
- Deutsche und türkische Homos: interlinguale Homographe und Homophone. Landeck, Frankfurt 2010, ISBN 978-3-89002-580-3.
- Staat und Volk für deutsch-türkisch zweisprachige Kinder. Landeck, Heidelberg 2021.